# Nikolaj Noskov
Nikolaj Ivanovitj Noskov (ryska: Николай Иванович Носков), född 12 januari 1956 i Gagarin,  är en sovjetisk och rysk sångare och före detta vokalist i hårdrockbandet Gorky Park (mellan 1987 och 1990). Han är femfaldig vinnare av Golden Grammofon, och han var också en medlem av Moskvaensemblen i början av 1980-talet och mycket senare under 1990-talet medlem i bandet Николай (Nikolai). Från och med 1998 hade Noskov en solokarriär, där han hann släppa sex album. 2015 han var jury i andra säsongen av reality-TV-serien Glavnaya Stsena.

## Diskografi

### I band och ensembler
Moskvas Ensemble
- НЛО (UFO, 1982)

Bandet Grand Prix (Гран-при)
- К теологии (EP) (1988)

Bandet Gorky Park
- Gorky Park (1989)

Bandet Nikolai (Николай)
- Mother Russia (1994)

### Soloalbum
- Я тебя люблю (I Love You, 1998) (alternativ titel är Блажь, Whim[5][6])
- Стёкла и бетон (Glass and Concrete, 2000) (alternativ titel är Паранойя, Paranoia)[7]
- Дышу тишиной (Breathing the Silence, 2000)[8][9]
- По пояс в небе (Waist-deep in the Sky, 2006)[10]
- Оно того стоит (It's worth it, 2011).[11][12]
- Без названия (No Name, 2012) (alternativ titel är Мёд, Honey)

### Sammanställningar
- Лучшие песни в сопровождении симфонического оркестра (Best songs accompanied by a symphony orchestra, 2001) [13][14]
- Лучшие песни (The Best Songs, 2002)
- Океан любви (Ocean of Love, 2003)[15]
- Лучшие песни (The Best Songs, 2008)
- Дышу тишиной (DVD, Breathing the Silence)[16]
- The Best (2016)

## Utmärkelser
- 1992 - Profi
- 1996-2015 - Gyllene Grammofonen[17]
  - 1996, "Я не модный"
  - 1998 "Я люблю тебя"
  - 1999 för "Паранойя"
  - 2000 för "Это здорово"
  - 2015 för "Это здорово" och 20-årsjubileumspris
- 1998 - Ревнители русской словесности (Samhället i Pushkin)[18]
- 1999 - inrikesministeriet Medalj "För Tjänsten i Kaukasus"
- 1999 - Medal of Ministry of Defense för stärkning av det militära samarbetet
- 2000 - Ovation (årets solist)[19]
- 2004 — Medaljen "För Stöd till Ministeriet för Rysslands Kärna"[20]
- 2006 — Medaljen "För ädla gärningar för att ära fäderneslandet"[21]
- 2009 - FSB Awards i kategorin Music Art för sången Павшим друзьям. Sångaren arbetade med Ryska Symfoniorkestern.[22][23]